# 事務管理
事務管理（じむかんり、英: office administration、羅: negotiorum gestio）とは、大陸法系の私法において、法律上の義務がない者が、他人のために他人の事務の管理を行うことをいう。不当利得や不法行為と並ぶ法定債権の発生事由である。
日本法上は、民法第697条から702条までに規定がある。以下、日本法上の事務管理について解説する。
- 民法については、以下で条数のみ記載する。

## 概説

### 事務管理と法制度
法律上の義務がない者が好意的に他人のためにその事務の管理を始めることで事務管理は開始される。事務管理の法律上の扱いについては、民法のように必要最小限度の範囲において合法的に扱う場合のほか、遺失物法28条（報労金）や水難救護法24条2項などのように事務管理の奨励を図っている場合、水難救護法2条1項や船員法14条などのように事務管理を義務として定めている場合があるとされる。

### 民法上の事務管理
事務管理の当事者間の関係について、民法は相互扶助の観点から、管理者が管理を始めた場合には原則として事務の性質に従って最も本人の利益になる方法で本人が管理できるようになるまで管理を継続する義務（700条本文）などを定め、その一方で本人に対しては管理者に対して有益な費用を償還する義務（702条1項）などを定めている。
事務管理の法的性質は準法律行為であり、無効や取消しなど法律行為を前提とする規定の適用はない。事務管理者の行為能力については、不要説、必要説、117条2項類推適用説が対立する。
事務管理は他人のために一定の行為を行うという点において委任契約と類似しており、民法は事務管理に委任の規定の準用をするが（701条）、委任では特約により報酬を請求することができるのに対し、事務管理では報酬を請求することはできないとされている点などが異なる。

## 事務管理の成立要件
民法上の事務管理の成立要件については697条1項に規定されている。民法697条の「義務なく他人のために事務の管理を始めた者」を管理者と呼ぶが、民法697条でいう「他人」は事務管理開始後の法律関係においては「本人」と呼ばれる。
1. ある者（管理者）が他人の事務の管理をすること
「他人」は自然人のみならず法人であってもよい（大判明36・10・22民録9輯1117頁）[4]。管理者においては最初から事務管理の相手方たる本人が具体的に誰かを了知している必要はない[4][5]。
「事務」は客観的な点において他人の事務に属するものでなければならず、中性の事務（他人の事務か自己の事務か問題となる場合）においては管理者の管理上の意思について判断する必要がある[4][5]。事務の内容は法律行為か事実行為か、また、継続的か単発的かを問わない（大判大8・6・26民録25輯1154頁）[6][7][2]。
「管理」は保存行為・管理行為はもちろん、処分行為をも含むが処分行為が有効とされるためには本人の追認を要する（大判大7・7・10民録24輯1432頁）[7]。
2. 事務の管理について管理者に私法上の義務が存在しないこと
私法上の義務があるがそれを超える場合には、その部分について事務管理が成立しうる[7]。管理者に公法上の義務が存在する場合にも事務管理は成立しうる[8][2]。
3. 管理者が本人のためにする意思をもっていること
事務管理意思と呼ばれることもある[6]。主観的に管理者において自分のためにする意思が併存していても差し支えない（大判大8・6・26民録25輯1154頁）[7][5]。
4. 管理者による管理が本人の意思又は利益に適合したものであること
本人の意思・利益に適合しなければ事務管理は成立しない（通説。700条但書参照）[9][5][10]。事務管理時の事情により判断される（大判昭8・4・24民集12巻1008頁）。
事務管理の継続中にこの要件を欠くことが明らかとなったときは原則として事務管理を中止しなければならない（700条但書）[6][5]。ただし、自殺しようしている人を救助する場合など、本人の意思が公序良俗・強行法規に違反するものである場合には、その意思にかかわりなく事務管理は成立しそれを継続できる（大判大8・4・18民録25輯574頁）[11][12][5][13]。

なお、事務管理の成立要件を欠く場合にも本人の追認により有効な事務管理となる（後述の管理者が第三者に対して無権代理行為を行っていた場合とは理論上異なるとされる）。

## 事務管理の効果

### 違法性阻却
事務管理の中心となる効果は違法性の阻却であり管理者に不法行為は成立しないことになるが、これは民法が事務管理を債権発生を認める合法的な一個の制度として定めていることからみて当然とされる。
なお、管理者が事務管理にあたって本人ではなく第三者に損害を与えたときは、管理者の不法行為責任の問題となり、本人は当然には責任を負わない。

### 管理者の義務
- 事務管理義務
事務管理の管理者は、その事務の性質に従い、最も本人の利益に適合する方法によって、事務管理をしなければならない（697条1項）。また、管理者が本人の意思を知っているか、あるいは、これを推知することができるときは、その意思に従って事務管理をしなければならない（697条2項）。
事務管理における管理者の注意義務の程度については、緊急事務管理における注意義務については特則が設けられており（698条）、この反対解釈から通説は緊急事務管理以外の通常の事務管理において管理者は原則として善管注意義務を負うものとしている[16][12]。
- 事務管理開始通知義務
管理者は事務管理を始めたことを遅滞なく本人に通知しなければならない（本人が既にこれを知っている場合を除く）（699条）。この義務に違反した場合には管理者は債務不履行責任を負う[17]。
- 事務管理継続義務
管理者は一度管理を始めたら、原則として本人またはその相続人若しくは法定代理人が管理をすることができるに至るまで、事務管理を継続しなければならない（700条）。
例外的に継続が本人の意思に反するか、本人に明らかに不利な場合は管理継続は許されない（700条但書。ただし、緊急事務管理については管理継続しうる場合がある）。この義務に違反した場合には管理者は債務不履行責任を負う[18]。ただし、先述のように、自殺しようしている人を救助する場合など、本人の意思が公序良俗・強行法規に違反するものである場合には事務管理を継続できる（大判大8・4・18民録25輯574頁）[12][5]。なお、その性質上、事務内容が一回で終了するもの（債務の弁済など）については事務管理継続義務は妥当しない[12]。
- 委任の規定の準用
委任の規定のうち報告義務（645条）、受取物等引渡義務・取得権利移転義務（646条）、金銭の消費についての責任（647条）の規定が準用される（701条）。

### 管理者の権利
- 費用償還請求権
管理者には報酬請求権は無いが、本人のために有益な費用を支出したときは、本人に対し、その償還を請求することができる（702条1項）。「有益な費用」には有益費のほか必要費をも含む[19]。また、本人のために有益な債務を負担したときは、本人に対し、自己に代わってその弁済をすることを請求することができる（702条2項、650条2項）。
ただし、管理者の管理が本人の意思に反するものであったときは、本人は現存利益の限度でこれらに応じればよい（702条3項）。また、有益な費用といえども不合理なほど過大であってはならず相当な範囲に限られる[19][18]。
なお、管理者の報酬請求権が無い点については、医師が偶然倒れていた人を自らの病院に運んで治療した場合の扱いなどに問題となるが、この場合については「有益な費用」として扱うべきとする学説のほか、社会通念上例外的に報酬請求権が認められる場合があるとみる学説もある[6]。
- 代理権の問題
事務管理の管理人に代理権はなく、無断で第三者と契約を結んだ場合には無権代理（表見代理の要件を満たす場合には表見代理）として処理される（通説・判例。大判大7・7・10民録24輯1432頁、最判昭36・11・30民集2692頁）[20][18][21]。ただし、緊急事務管理などの場合に特殊な法定代理権の成立を肯認する学説もある[22]。追認された場合には事務管理としてなされたものとして扱われる（大判昭17・8・6民集21巻850頁）[23]。
- 損害賠償請求権の問題
管理者は、本人に過失が無い限り、損害賠償を請求できない（委任者の無過失責任を規定した630条3項を準用していない）。ただし、相当額については有益な費用として扱うべきとの学説もある[22]。

## 緊急事務管理の特則
本人の身体、名誉又は財産に対する急迫の危害を免れさせるために事務管理（緊急事務管理）をしたときは、管理者は悪意又は重大な過失があるのでなければ、これによって生じた損害を賠償する責任を負わない（698条）。これは不法行為の違法性阻却事由ともなる。ここでいう「悪意」は（法律用語としての）通常の用法とは異なり、本人を害する意図を指す（日常用語としての「悪意」に近い）。

## 準事務管理の問題
外形的には他人の事務ではあるが管理者が自己のために管理を行い大きな利益を得た場合に、これを不当利得や不法行為の問題とすると、それぞれ損失あるいは損害が返還・賠償の限度とされるため本人を保護することができないとみて、このような場合には本人のためにする意思は欠いてはいるものの事務管理に準じて扱うことによって管理者に本人に対して利益を引き渡す義務を負わせるべきではないかという議論がある。
- 準事務管理肯定説
このような場合を準事務管理として事務管理に準じて扱うことにより、646条の準用により管理者は得た利益を本人に引き渡す義務を負うものと解する見解。
- 準事務管理否定説
このような場合にも一般に管理者の利得は本人にとって不当利得における損失ないし不法行為における損害とみるべきであり事務管理に準じて扱う必要はないとする見解[24][25]。

実際には上のような問題を多く生じるとされる無体財産権の領域では、このような場合に対応するため一定の規定が設けられている（特許法102条2項、著作権法114条など）。